# NGC 2600
NGC 2600 (również PGC 24082 lub UGC 4475) – galaktyka spiralna (Sb), znajdująca się w gwiazdozbiorze Wielkiej Niedźwiedzicy. Odkrył ją Guillaume Bigourdan 7 marca 1886 roku.